# Sergei Alexandrowitsch Nilus
Sergei Alexandrowitsch Nilus (russisch Сергей Александрович Нилус, wiss. Transliteration Sergej Aleksandrovič Nilus, auch Nilius; * 25. Augustjul. / 6. September 1862greg. in Moskau; † 14. Januar 1929) war ein religiöser russischer Schriftsteller und Antisemit.
Besondere Bedeutung erhielt sein Werk Das Große im Kleinen (Welikoje w malom), in dessen zweiter Auflage von 1905 als Anhang die erste in Buchform veröffentlichte Fassung der Protokolle der Weisen von Zion beigefügt war. Diese Protokolle der Weisen von Zion waren und sind eine der einflussreichsten antisemitischen Schriften. Sie wurden ausgehend von dieser Veröffentlichung in ungefähr 60 Sprachen (unter anderem Deutsch, Englisch, Arabisch, Japanisch) übersetzt. So inspirierten sie auch Adolf Hitler und hatten erheblichen Einfluss auf den Nationalsozialismus. Sie beeinflussten aber auch Antisemiten und Extremisten in anderen Ländern, etwa Henry Ford oder auch die japanische Aum-Sekte, in neuerer Zeit auch Organisationen wie die Hamas.
Die Protokolle der Weisen von Zion sind eine Fälschung, die vorgibt, das Protokoll einer Besprechung zwölf namentlich nicht genannter Führer des jüdischen Volkes zu sein, die eine Verschwörung zur Erlangung der Weltherrschaft entwickelten. Der Verschwörungstheorie zufolge, die gegen Ende des 19. Jahrhunderts in rechtsextremen russischen Kreisen aufkam, seien liberale Ideen und viele moderne soziale und politische Entwicklungen ausnahmslos das Werk eines großen jüdischen Plans.

## Leben
Nilus, 1862 geboren, war der Sohn adliger, im Gebiet von Orjol begüterter Eltern, das Elternhaus war eher liberal und wenig religiös. Nilus studierte an der Universität Moskau Rechtswissenschaften und nahm für kurze Zeit eine Stellung als Magistrat oder Richter in Transkaukasien ein. Bald legte er seine Stellung nieder und lebte vom Einkommen aus seinem Gut. Er galt als gebildet und soll gut Französisch, Englisch und Deutsch gesprochen haben. Er soll hier nach 1900 den russischen Mystiker, Wundertäter und Prediger Johannes von Kronstadt (Iwan Iljitsch Sergiew; 1829–1908) kennengelernt haben und von ihm zum Mystizismus bekehrt worden sein. Er wandte sich der Veröffentlichung mystisch-religiöser Schriften zu. So soll er unter einem größeren Stapel von Papieren Gespräche des Seraphim von Sarow mit dem Friedensrichter Nikolai Motowilow – unter anderem das berühmte Gespräch Über das Ziel des christlichen Lebens – entdeckt und diese übersetzt haben. Diese Übersetzung arbeitete er in sein Werk Das Große im Kleinen ein, dass 1903 erstmals – noch ohne den Anhang mit den Protokollen der Weisen von Zion – erschien. In die 1905 erschienene zweite Auflage nahm er dann erstmals die Protokolle der Weisen von Zion auf.
In der Zeit von 1907 bis 1912 lebte er nahe dem Kloster Optina Pustyn, wo er in den Archiven des Klosters arbeitete und Kontakt zu den dortigen Starzen hatte. In dieser Zeit verfasste er den größten Teil seines Werks, unter anderem eine Chronik des Klosterlebens von Optina Pustyn in Tagebuchform (unter dem Titel Am Ufer von Gottes Fluss). Weitere Werke beschäftigten sich mit ägyptischen Wüstenvätern, russischen Einsiedlern, schilderten Begegnungen mit Starzen, Wundertätern und heiligen Narren oder berichteten von Wahrträumen, Weissagungen und dem Wirken dämonischer Mächte. Zwischen 1912 und 1917 lebte Nilus in Waldai, dann, bis 1923, auf dem Gut des Fürsten Wladimir Sewatschow, des späteren Bischofs Ioasaf von Mogiljow. Nach der Oktoberrevolution soll Nilus sich als Gegner der kirchlichen Erneuerungsbewegung und ab 1927 der Loyalitätserklärung des Metropoliten und Patriarchatsverwesers hervorgetan haben. Er schloss sich der Katakombenkirche an und wurde mehrfach verhaftet. Ab 1923 lebte er dann immer nur für kurze Zeit an wechselnden Orten, vor allem auf dem Gebiet der Ukraine. Er starb am 14. Januar 1929 im Haus eines Priesters im Dorf Krutez, ca. 120 km nordöstlich von Moskau an Herzversagen.

## Abweichende Darstellungen der Biographie
Es bestehen eine Vielzahl von zum Teil in Einzelheiten, zum Teil auch grundsätzlich abweichende Darstellungen des Lebens von Nilus. Da Nilus am Ausgangspunkt einer der großen Verschwörungstheorien steht, wurde er vor allem in literarischen Werken, die sich mit solchen Theorien befassen, erwähnt, häufig mit sehr unterschiedlichen Darstellungen zu seiner Person.

### Versionen aufgrund eines Prozesses in Bern und des Grafen du Chayla
Bezüglich des Lebenslaufs stützen sich viele Autoren, z. B. Hadassa Ben-Itto, auf die Aussagen russischer Zeugen im Berner Prozess im Jahre 1934, insbesondere auf Angaben des Grafen Alexandre du Chayla. Es gibt inzwischen allerdings Hinweise, dass diese Aussagen zuvor unter den Zeugen abgesprochen waren. Allerdings weisen diese Aussagen, die im Wesentlichen die des Grafen du Chaya waren und die dieser auch mehrfach veröffentlichte erhebliche Widersprüche auf und der Graf stellt eine eher zweifelhafte Figur dar.
Nach dieser Version soll sich Nilus, nachdem er seine Richterstelle niederlegte, nach Frankreich begeben haben und dort mit seiner Geliebten Natalja Komarowskaja gelebt haben. Dort soll er mit ihr auch ein Kind gezeugt haben. Etwa 1894 soll er einen schweren seelischen Zusammenbruch erlitten haben und sich in der Folge einem fanatisch religiösem Mystizismus russisch-orthodoxer Prägung zugewandt haben. Im Rahmen dieses Mystizismus entwickelte er die Idee eines nahen Weltenendes mit dem Ende der Religion und der Monarchie in Russland, wobei dies durch die Freimaurer und die Juden herbeigeführt werden würde. 1900 soll er erfahren haben, dass sein Gut vor dem Konkurs stünde, worauf er nach Russland zurückgekehrt sein soll. Die Schuld für diesen Konkurs soll er bei der Finanzpolitik des damaligen eher liberalen Finanzministers Sergej Witte, von dem er glaubte, er sei ein Teil der von ihm vermuteten Verschwörung, gesehen haben. Durch die Veröffentlichung seiner mystischen Schriften, insbesondere der "Protokolle der Weisen von Zion", soll er dann in extrem rechten Hofkreisen aufgefallen sein. Die Großfürstin Jelisaweta Fjodorowna, die Schwester der Zarin, soll 1902 daraufhin den Plan entwickelt haben, Nilus zum Beichtvater und Berater des Zaren zu machen, um den Einfluss des französischen Hypnotiseurs Nizier Anthelme Philippe auf den Zaren zu minimieren. Zu diesem Zwecke wurde Nilus der Hofdame Jelena Alexandrowna Oserowa (* 1855, † 1938) vorgestellt. Diese heiratete er 1906. Der Plan soll an seinem bisherigen Lebenswandel gescheitert sein, da der russische Klerus ihn wegen seiner Geliebten und des unehelichen Sohnes nicht zum Priester weihen wollte, selbst wenn er verheiratet wäre. Nilus soll sich daraufhin in das Kloster Optina Pustyn zurückgezogen haben, wo er sich mit seiner Frau und seiner Geliebten eine kleine Wohnung geteilt haben soll. 1905 erschien die zweite Auflage des Buches, diesmal mit den Protokollen der Weisen von Zion. 1910 soll ein Bischof ausgesandt worden sein, um den Geisteszustand Nilus’ zu überprüfen, er habe das Kloster daraufhin verlassen müssen und sei bei Freunden oder in anderen Klöstern untergekommen. Dort habe er dann weiter mystische Schriften verfasst. Nur vom Hörensagen berichteten Zeugen des Berner Prozesses, er sei nach der Oktoberrevolution zunächst 1918 oder 1919 nach Deutschland gegangen, dann aber wieder nach Russland zurückgekehrt. Er habe in Südrussland gelebt, sei zweimal eingesperrt worden und am Neujahrstag des Jahres 1930 gestorben.
Diese Version wurde auch in der belletristischen Literatur, z. B. im Comic Will Eisners gerne aufgenommen.
Vereinzelt wird behauptet, dass es sich bei Nilus um ein Pseudonym eines unbekannten Autors handele.

### Nilus als literarische Figur
In Umberto Ecos Roman Das Foucaultsche Pendel wird Nilus wie folgt beschrieben: Ein 

„wandernder Mönch, der in talarähnlichen Gewändern durch die Wälder zog, ausgerüstet mit einem langen Prophetenbart, zwei Frauen, einer kleinen Tochter und einer Assistentin oder Geliebten oder was auch immer, die alle an seinen Lippen hingen. Halb Guru, einer von denen, die dann mit der Kasse durchbrennen, halb Eremit, einer von denen, die andauernd schreien, das Ende sei nah. Und tatsächlich war seine fixe Idee der Antichrist.“

Auch in anderen Büchern, etwa Danilo Kišs Enzyklopädie der Toten von 1983 oder in Will Eisners Graphic Novel The Plot. The Secret Story of The Protocols of the Elders of Zion, kommt Nulus als Figur vor, weshalb ihm der Historiker Michael Hagemeister bescheinigt, „so etwas wie ein Medien-Star“ geworden zu sein.

## Veröffentlichung und Verfassung der „Protokolle“
1905, das ist gesichert, erschien die zweite Auflage von
Das Große im Kleinen, diesmal mit den Protokollen der Weisen von Zion im Anhang. Sicher ist, dass diese „Protokolle“ bereits zuvor in unterschiedlichen Formen in extrem rechten russischen Kreisen kursierten. 1903 waren sie auch bereits in der extremistischen Zeitung Snamja in Fortsetzung abgedruckt worden. Wie Nilus an die „Protokolle“ gekommen ist, ist allerdings unklar.
Seine eigenen Stellungnahmen hierzu sind bereits zutiefst widersprüchlich.
- So behauptete er im Vorwort der zweiten Auflage seines Buchs zunächst, er habe sie von einem prominenten russischen Konservativen erhalten, dessen Namen er nicht nannte. Dieser habe sie von einer unbekannten Frau bekommen, die sie einem hochrangigen Freimaurer bei einer Versammlung in Frankreich gestohlen haben soll.
- In einer späteren Ausgabe behauptete Nilus, ein Freund von ihm habe die Protokolle selbst gestohlen, diesmal in der Schweiz.
- 1917 behauptete Nilus im Vorwort der vierten Auflage, dass die Protokolle auf dem Zionistenkongress in Basel 1897 verlesen worden seien[10]. Insgesamt kann den Äußerungen Nilus über die Herkunft der Protokolle kein Glauben geschenkt werden.
- Am weitesten verbreitet ist die Annahme, dass die „Protokolle“ ursprünglich eine Fälschung der Ochrana, des zaristischen Geheimdienstes, waren. Sie seien von Pjotr Ratschkowski, dem obersten Agenten der Ochrana in Europa, in Auftrag gegeben worden und von seinem Assistenten Matwei Golowinski in Paris auf Französisch verfasst worden. Zweck sei es gewesen, die Politik des Finanzministers Sergei Juljewitsch Witte beim Zaren zu diskreditieren. Die „Protokolle“ seien dann Nilus untergeschoben worden oder auf Umwegen zu ihm gelangt. Dieser habe sie dann bereitwillig in sein Werk integriert. Diese Annahme wurde durch die Zeugen des Prozesses in den dreißiger Jahren vor dem Berner Gericht bestätigt.
- Cesare G. de Michelis meint in seinem Buch The Non-Existent Manuscript. A Study of the Protocols of Sages of Zion durch Textanalyse nachweisen zu können, dass der ursprüngliche Text nicht französisch, sondern russisch gewesen sein muss und sich in russischen extremen Kreisen allmählich entwickelt habe. Vermutlich sei der ursprüngliche und später abgewandelte Text Ende des 19. Jahrhunderts in rechtsextremistischen Kreisen entstanden.
- Weiter wird vertreten, dass Nilus während seines Aufenthaltes am Hofe des Zaren an eines der dort kursierenden Exemplare gekommen sei. Diese Theorie ließe sich sowohl mit der erstgenannten, wie der letztgenannten Auffassung vereinbaren.

Etwa 40 % der Protokolle der Weisen von Zion sind einer Satire von Maurice Joly, die gegen Napoléon III. gerichtet war, entnommen. Die Satire stellt einen Dialog zwischen Macchiavelli und Montesquieu über Politik in 25 Dialogen dar. Die zynischen Aussagen Machiavellis – und einige Montesquieus – wurden den namenlosen Teilnehmern an dem Treffen zugeschrieben. Eine weitere Quelle war das 1896 erschienene Buch Biarritz von Hermann Goedsche, welches dieser unter dem Pseudonym John Retcliffe herausgegeben hatte. Dieses war in extremistischen Kreisen in Russland in unterschiedlichen Abschriften und Übersetzungen seit den 1870er Jahren verbreitet. Von hier stammt die Rahmenhandlung auf dem Prager Judenfriedhof und die Behauptung, dass diese Treffen alle hundert Jahre stattfinden. Nachgewiesen wurde dies bereits 1921 in Artikeln von Philip Graves in der Times, die zuvor die 1920 in englischer Übersetzung erschienenen Protokolle der Weisen von Zion noch wohlwollend besprochen hatte.

### Verbreitung der „Protokolle“
In Russland erreichten die Protokolle der Weisen von Zion bald eine erhebliche Verbreitung bis in die höchsten Kreise. Nach der Erschießung der Zarenfamilie durch die Bolschewiki wurde im Besitz der Zarin neben einer Bibel auch die vierte Auflage von Nilus Das Große im Kleinen mit den im Anhang befindlichen Protokollen gefunden.
Nach der Oktoberrevolution und während des russischen Bürgerkrieges wurden auf der Seite der „Weißen“ konterrevolutionären Kräfte die „Protokolle“ in großer Anzahl gedruckt und als Propagandamaterial an die Truppen verteilt. Hierbei geriet diese Schrift auch an auf Seiten der Weißen Armeen kämpfende Truppen der Alliierten (Japaner, Franzosen, Engländer), aber auch an auf russischem Gebiet stehende deutsche Verbände. Weiterhin nahmen die russischen Emigranten die Schrift mit in ihr Exil.
In der Sowjetunion waren die Protokolle der Weisen von Zion verboten. Inzwischen genießen die Schriften von Nilus insgesamt eine wachsende Beliebtheit in religiösen und nationalistischen russischen Kreisen.

## Sergei-Nilus-Preis
Seit 2001 wird in Russland von monarchistisch-rechtsorthodoxen Kreisen in St. Petersburg jährlich ein Sergei-Nilus-Preis für literarische Verdienste um das spirituelle Leben in Russland verliehen. Die Preisbenennung wird international vielfach wegen des antisemitischen Werks kritisiert.